# Wilkowo (województwo wielkopolskie)
Wilkowo – wieś w Polsce położona w województwie wielkopolskim, w powiecie szamotulskim, w gminie Duszniki.

## Położenie
Miejscowość leży przy lokalnej drodze Buk - Grzebienisko.

## Historia
Miejscowość pierwotnie była związana z Wielkopolską. Istnieje co najmniej od drugiej połowy XIV wieku i ma średniowieczną metrykę. Pierwszy zachowany zapis pochodzi z łacińskiego dokumentu z 1387 gdzie odnotowano ją jako "Vilcowo”, 1388 „Vilkowo”, 1393 „Wilkowo”, 1394 „Vilko, Vilkovo”, 1403 „Vilcon”, 1409 „Wylcowo”, 1477 „Wolykowo”, 1489 „Wylkowo”, 1522 „Vylkowo” .
Tereny, na których powstała miejscowość były być może zasiedlone znacznie wcześniej. Na wschód od drogi z Wilkowa do Wierzei wzmiankowane było grodzisko, rzekomo rozwiezione przed rokiem 1841. Badania terenowe nie przyniosły jednak odnalezienia śladów po ewentualnym obiekcie.
Początkowo wieś była własnością szlachecką należącą do wielkopolskiej szlachty z rodu Wilkowskich herbu Czasza, którzy od nazwy wsi przyjęli odmiejscowe nazwisko, a później także do Sędzińskich, Przetockich, Niegolewskich. W 1462 miejscowość leżała w powiecie poznańskim województwa poznańskiego w Koronie Królestwa Polskiego. W 1508 należała do parafii Buk.
Pierwsze zachowane informacje o miejscowości pochodzą zapisów sądowych z lat 1387-1395 kiedy właścicielem we wsi był Włost Wilkowski z Wilkowa. W 1388 pozwał on Mikołaja Brzechwę z Gośliny Kościelnej i Boduszewa oraz jego dzieci o 20 grzywien szkód.  W latach 1393-1394 toczył on proces z Grzymkiem. W latach 1393-1394 oskarżył Włodaka z Dąbrowy koło Poznania o złupienie i poranienie jego sługi na drodze publicznej, a Włodak odpierał przed sądem te zarzuty. W 1394 tenże toczył procesy ze staruszką z Wilkowa, matką Tomka de Rachowo o 12 oraz 10 grzywien. W 1395 Włost Wilkowski toczył proces sądowy z Grzymkiem i Mikołajem Smolką z Brodów. W 1398 jego dzieci zapłaciły tytułem poręki Łazarzowi Żydowi z Poznania połowę długu Szczepana z Łodzi i Srocka Małego. W 1399 dzieci Włosta Wilkowskiego toczyły proces z żoną Szczepana Łodzi.
W latach 1393-1408 odnotowano Jana Wilkowskiego herbu Czasza z Wilkowa i Taczała. Na przełomie XIV wieku wymieniano go w sprawie o potwierdzenie szlachectwa. W 1393 naganiony do tytułu szlacheckiego przez Dzierżkę Jostową z Wojnowic twierdził, że jest synem Mirosława oraz że jest herbu Czasza. W  1402 dowodzi, że nie uciekł z koniem Jana Wrzesińskiego oraz, że nie korzystał z niego Mikołaj z Wilkowa. W 1402 Jan Wilkowski oskarżył Bogusława z Łubowic w powiecie gnieźnieńskim o udział w kradzieży koni. W 1403 Jan Wilkowski z i Taczał naganiony przez kmiecia Macieja Cięciwę z Mieczewa w powiecie pyzdrskim, a niegdyś z Taczał, zobowiązał się przedstawić dwóch świadków ze swojego herbu Czasza oraz 4 z innych rodów. W 1405 Jan Wilkowski wraz z Mikołajem z Wilkowa toczyli proces przeciwko Prędocie z Wierzei o granice majętności. W 1408 Jan był w sporze ze Szczepanem Wilkowskim. W 1402 Jan i Mikołaj Wilkowscy wygrali proces z ojczymem o konie.
W 1509 odnotowany został właściciel we wsi Stanisław Sędziński z Sędzin i Wilkowa, który kupił od Dziersława Rozwarowskiego całą wieś Myszkowo za 130 grzywien oraz zapisał żonie Katarzynie, jego córce, po 150 grzywien posagu oraz wiana na połowie swych części w Sędzinach i Wilkowie oraz na połowie Myszkowa. W 1511 wspomniana została wdowa po Stanisławie Sędzińskim Katarzyna, pani wienna na częściach wsi Sędzin, Wilkowo oraz połowie Myszkowa. W 1515 dziedziczyła po Stanisławie Sędzińskim wdowa Katarzyna Rozwarowska, która wyszła powtórnie za mąż za Andrzeja Konińskiego oraz bracia Maciej i Jan z Więckowic, Jan Popowski i Elżbieta Smarszewa. Spadkobiercy sprzedali Andrzejowi Konińskiemu odziedziczone po Stanisławie części wsi w Sędzinach i Wilkowie za 500 grzywien.
Historyczne źródła odnotowały również zwykłych mieszkańców wsi. W 1418 wspomniano Jana kmiecia wilkowskiego, który toczył proces sądowy z Gniewomirem z Grodziszczka o 10 grzywien. W 1509 odnotowani zostali kmiecie wilkowscy Marek, Jach, Mądry, Jan, Wach, Grzegorz, Syrek, Dziadoch i Andrzej, a także role opustoszałe zwane Kowalskie i Jachowskie. Wspomniano także zagrodników wilkowskich Jana Szrama i Marcina Garbatego oraz wdowy Bobkową i Jadwigę. W 1510 wymieniono kmieci wilkowskich Macieja Mądrego, Bacha, Grzegorza, Janusza, Skrę, Macieja Dziadka, Andrzeja Ratajskiego, Marka, Andrzeja, Garbatego. W 1525 odnotowani zostali natomiast Dziadek i Tomasz Skrzek oraz łan Stankowski.
Miejscowość odnotowały również historyczne rejestry podatkowe. W  1508 miejscowość zapłaciła wiardunki wojenne od 9 półłanków. W 1509 miał miejsce pobór od 9 półłanków oraz od jednej kwarty. W 1510 pobrano podatki od 8 łanów. W 1553 pobór nastąpił od 7,5 łana osiadłego oraz od karczmy. W 1563 miał miejsce pobór od 5,5 łana osiadłego, karczmy dorocznej oraz od wiatraka dorocznego. W 1564 w Wilkowie było 5 łanów. W 1567 miał miejsce pobór od 8 półłanków osiadłych, 3 łany lub półłanki leżały odłogiem, zapłacono także od karczmy dorocznej oraz „trzech biednych” zagrodników. W 1576 Niegolewski zapłacił pobór od 6 półłanków, karczmy oraz od trzech zagrodników. W 1577 Jakub Niegolewski zapłacił pobór od 7 półłanków, karczmy i 3 zagrodników. W 1580 Jakub Niegolewski zapłacił pobór od 4,5 łana, 4 zagrodników, wiatraka dorocznego, jedego pługa pracownika zwanego ratajem, dwóch komorników oraz małej roli karczmarskiej. W 1581 Jakub Niegolewski zapłacił pobór od 4,5 łana., 4 zagrodników, wiatraka dorocznego, jednego pługa oraz małej roli karczmarskiej. W 1583 Jakub Niegolewski zapłacił pobór od 4,5 łana, 4 zagrodników, wiatraka oraz małej roli karczmarskiej.
Pod koniec XIX wieku Wilkowo leżało w powiecie szamotulskim i w okręgu Duszniki. Miejscowość obejmowała obszar 108 ha, 6 domostw i 49 mieszkańców, z czego 37 było wyznania katolickiego. Dobra obejmowały 539 ha i gorzelnię parową.
W latach 1975–1998 miejscowość należała administracyjnie do województwa poznańskiego. W 2011 w Wilkowie mieszkały 223 osoby.

## Osoby
Z Wilkowa pochodził prof. Lech Krzyżaniak, archeolog.